# Переулок Огородная Слобода
Переу́лок Огоро́дная Слобода́ (до 1922 года — Чу́довский или Чудовско́й переу́лок, в 1922—1933 годах — Фо́кин переу́лок, в 1933—1993 годах — переу́лок Стопа́ни) — улица в Басманном районе Центрального административного округа города Москвы. Проходит от Гусятникова переулка до Малого Харитоньевского переулка (параллельно Мясницкой улице). Нумерация домов ведётся от Гусятникова переулка. На улице сохраняются отдельные дома рядовой деревянной застройки XIX века.

## Происхождение названия
Получил название в 1993 году по именованию местности в северо-восточной части Земляного города, которая в XVII веке была занята дворцовыми огородами и дворами огородников (Огородная слобода).
Изначально назывался Чудовский переулок — по подворью Чудова монастыря, в XVII—XIX в. находившемуся по северной стороне Малого Харитоньевского переулка. В 1676 году располагавшийся по современному Малому Харитоньевскому переулку загородный двор думного дворянина С. И. Заборовского купил Чудов монастырь, откуда и пошло название переулка. В 1922—1933 годах — Фокин переулок; также какое-то время назывался Барышников (Барышевский) переулок по фамилиям домовладельцев. В 1933—1993 годах — переулок Стопани в память об Александре Стопани (1871—1932), партийном деятеле, одном из руководителей бывшего Общества старых большевиков, помещавшегося в этом переулке (тогда же Гусятников переулок назывался Большевистским).

## Примечательные здания и сооружения
По нечётной стороне:
- № 1/3 — доходный дом С. Ф. и А. А. Плещеевых (1910, архитектор Богдан Нилус)
- № 3 — доходный дом (архитектор Алексей Чичагов)
- № 5 — особняк «крестьянина текстильного села Озеры Коломенского уезда Михаила Щербакова» (1885, архитектор Пётр Дриттенпрейс). С 1936 года — корпус кружков и студий технического творчества Московского городского дома пионеров, позднее Дворца пионеров имени Н. К. Крупской. Здесь находился Театр юных москвичей
- № 9 —  памятник архитектуры (региональный) деревянный Больничный корпус Мясницкого отделения Чернорабочей больницы (1875, архитектор А. А. Мейнгард)[2].

- № 3, 5
- Больничный корпус Мясницкого отделения Чернорабочей больницы (№ 9)

По чётной стороне:
- № 2/5 — особняк Д. А. Беренса (1892, архитектор Н. И. Якунин). В 1919 — управление продовольственной армии Наркомпрода, ныне особняк занимает посольство Швейцарии
- № 4 — участок между особняками (№ 2/5 и № 6) занимал старинный усадебный парк, доходивший до Большого Харитоньевского переулка. В 1936 году, когда оба особняка отдали под размещение Городского дома пионеров и октябрят, парк полностью перепланировали по проекту архитектора А. В. Власова, занимавшегося в то время и реконструкцией ЦПКиО имени Горького. Со стороны переулка Стопани устроили главный вход с массивными фонарями в виде ростральных колонн, оформили главную аллею с площадью для пионерских линеек, возвели круглый амфитеатр с ареной и спортивный сектор с площадками для игр, по оси главного входа установили памятник И. В. Сталину (скульптор С. Д. Меркуров). Позднее растральные колонны снесли, а на месте скульптуры Сталина в 1970 году установили памятник Ленину-гимназисту (скульптор В. Е. Цигаль, архитектор П. И. Скокан). Летом 2008 года рухнувшее гнилое дерево свалило скульптуру с постамента и раскололо на три части. Памятник был отреставрирован и в августе 2009 года установлен на прежнее место[3][4]. В глубине сквера — три деревянных домика (Гусятников переулок, 7).
- № 6 — особняк чаепромышленников Высоцких (1900, архитектор Р. И. Клейн), неоднократно надстраивался и расширялся с сохранением первоначального облика. В советское время — клуб телеграфистов, контора общества старых большевиков, в 1936—1962 — Московский городской дом пионеров и октябрят (так называемый «гордом на Стопани»), в доме неоднократно бывала Н. К. Крупская[5]; после открытия нового комплекса зданий городского Дворца на Ленинских горах — районный Дворец пионеров и школьников имени Н. К. Крупской. Ныне Дворец творчества детей и молодежи ЦАО
- № 12 — «Дом старых большевиков и полярников», стиль — конструктивизм. Предположительно проект разработан в мастерской Мельникова[источник не указан 3887 дней]. Заселён в 1934 году. В разные годы в доме проживали и бывали в гостях известные дипломаты, деятели науки, искусства и советского государства. В том числе бывший полпред РСФСР в Тегеране Александр Голубь, мать Ф. Э. Дзержинского. К своему сыну Евгению заходили в гости режиссёр Юрий Завадский и актриса Вера Марецкая.
- № 14 — доходный дом Е. Ф. Фроловой (1913—1914, архитектор С. М. Гончаров). В доме жил сценарист М. Ю. Блейман[6].

- Особняк Д. А. Беренса (№ 2/5)
- Особняк чаепромышленников Высоцких (№ 6)
- Деревянные дома в сквере Дворца Пионеров

## Транспорт
- Станции метро Чистые пруды, Тургеневская и Сретенский бульвар (один квартал пешком)